# Mactaquac Provincial Park
Mactaquac Provincial Park är en park i Kanada.   Den ligger i provinsen New Brunswick, i den sydöstra delen av landet, 700 km öster om huvudstaden Ottawa. Mactaquac Provincial Park ligger 38 meter över havet.
Terrängen runt Mactaquac Provincial Park är platt åt sydväst, men åt nordost är den kuperad. Mactaquac Provincial Park ligger nere i en dal. Närmaste större samhälle är Fredericton, 16,9 km öster om Mactaquac Provincial Park. 
I omgivningarna runt Mactaquac Provincial Park växer i huvudsak blandskog. Runt Mactaquac Provincial Park är det ganska glesbefolkat, med 34 invånare per kvadratkilometer.